# Xã Mitchell, Quận Nemaha, Kansas
Xã Mitchell (tiếng Anh: Mitchell Township) là một xã thuộc quận Nemaha, tiểu bang Kansas, Hoa Kỳ. Năm 2010, dân số của xã này là 261 người.